# Sardinsk sanger
Sardinsk sanger (Sylvia sarda) er en spurvefugl, der lever på Korsika, Sardinien og nærliggende øer.